# Histoire de Boston

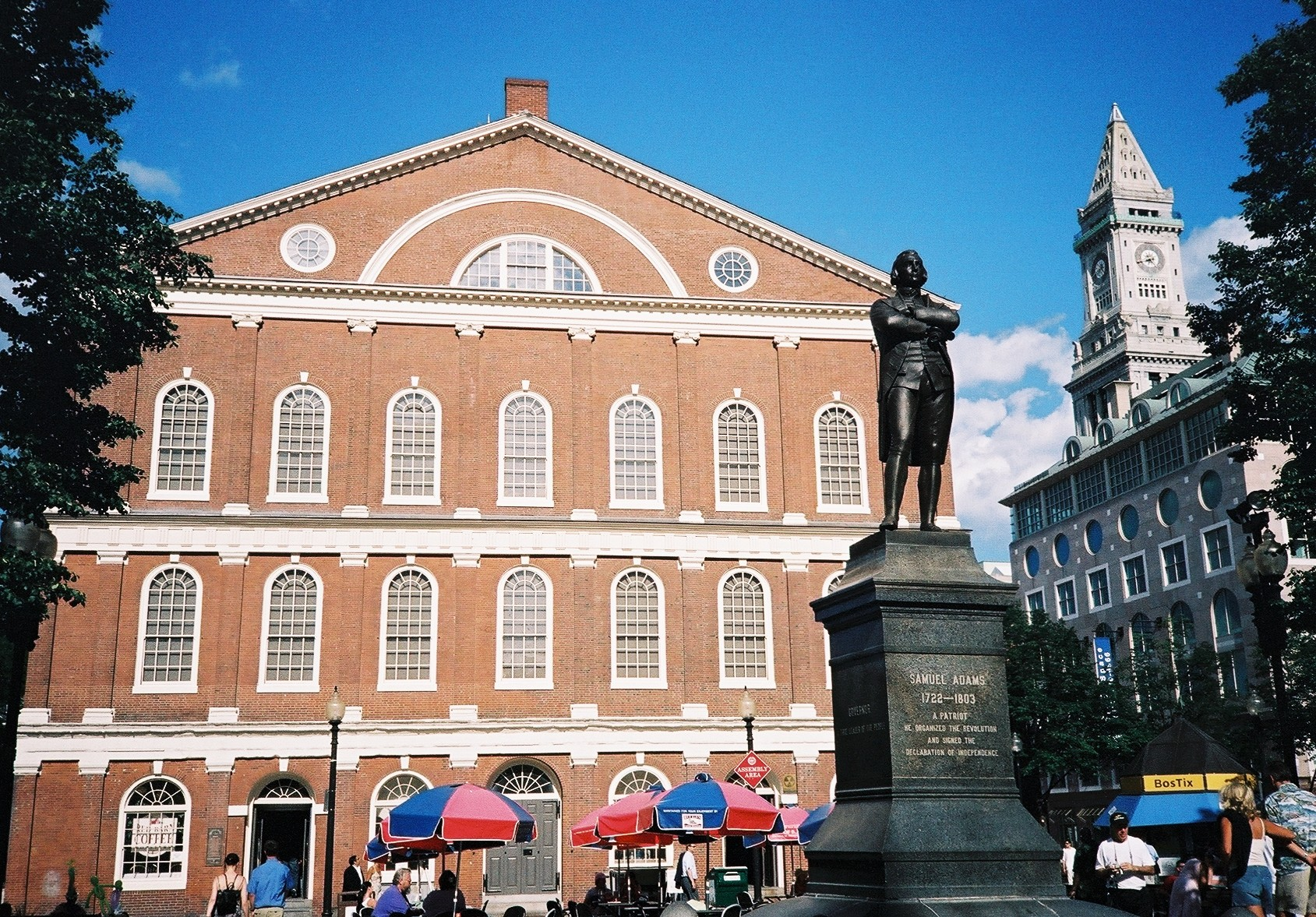
Faneuil Hall de Boston et statue de Samuel Adams.

Cet article présente un résumé de l’histoire de la ville de Boston. Boston est la capitale et la ville principale de l’État du Massachusetts, au nord-est des États-Unis d’Amérique. Elle constitue le centre économique et culturel de la Nouvelle-Angleterre. La commune comptait 589 141 habitants en l’an 2000, alors que la zone métropolitaine concentrait environ 5,8 millions d’habitants. 

## Boston coloniale

### La présence amérindienne
Les Indiens Algonquins occupent la région de Boston avant l’arrivée des iroquois. Leur économie repose sur les produits de la pêche, de la chasse et de l'agriculture (maïs, haricots et courges). Ils sont en rivalité avec les Iroquois pour le contrôle de la traite des fourrures. Ils nouent des alliances avec les Français au XVIIe siècle. Ils appellent la péninsule sur laquelle Boston se développera Shawmet. Les premiers colons anglais baptisent le site Trimountaine par référence aux trois collines alentour.

### Colonisation
Le révérend William Blaxton (ou William Blackstone) arrive en 1629 avec les premiers colons anglais. Mais c’est en 1630 que l’histoire de Boston commence : John Winthrop (père) quitte Salem pour installer un groupe de puritains ; la ville est fondée la même année et Boston reprend le nom d’une ville du Lincolnshire, dans le Nord-Est de l’Angleterre, dont sont originaires ses fondateurs. Elle est dotée d'un statut officiel et crée des institutions représentatives. Elle essaime dans toute la colonie de la baie du Massachusetts, dont elle constitue le chef-lieu.
Au XVIIe siècle, l’économie bostonnienne se développe rapidement et s’enrichit grâce à son port, par les relations commerciales maritimes avec la Grande-Bretagne et les Antilles. Au cours de ses deux premiers siècles d’existence, les descendants des premiers colons anglais formaient l’essentiel de sa population. 

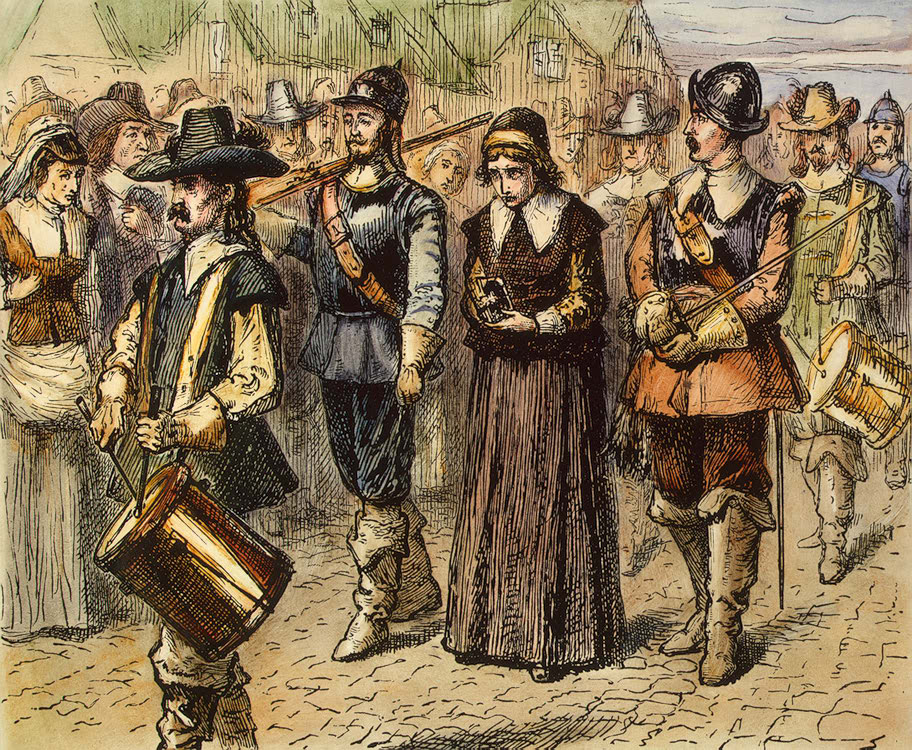
Mary Dyer conduite au Boston Common.

Boston s’impose rapidement comme la capitale intellectuelle de la Nouvelle-Angleterre. Deux écoles religieuses sont fondées (la Boston Latin School en 1635 et Harvard en 1636). La première presse à imprimer ouvre en 1639 à Cambridge. Dès 1704 paraît le journal Boston News-letter. La culture bostonienne reste très influencée par les valeurs du puritanisme. Mais la cité acquiert également une réputation d’intolérance lorsqu’elle bannit Roger Williams et qu’elle impose des lois contre les quakers. Le 1er juin 1660, Mary Dyer est pendue à un arbre du Boston Common pour s’être opposée à ces lois.
De 1686 à 1689, le Massachusetts et les colonies alentour sont réunies au sein du dominion de Nouvelle-Angleterre. Le gouverneur Edmund Andros, nommé par le roi Jacques II, devient de plus en plus impopulaire du fait, entre autres, de son soutien à l'Église d'Angleterre dans une ville largement puritaine. Il est renversé le 18 avril au cours d'une brève révolte et le dominion est dissous.

### Boston dans la deuxième moitié duXVIIIesiècle

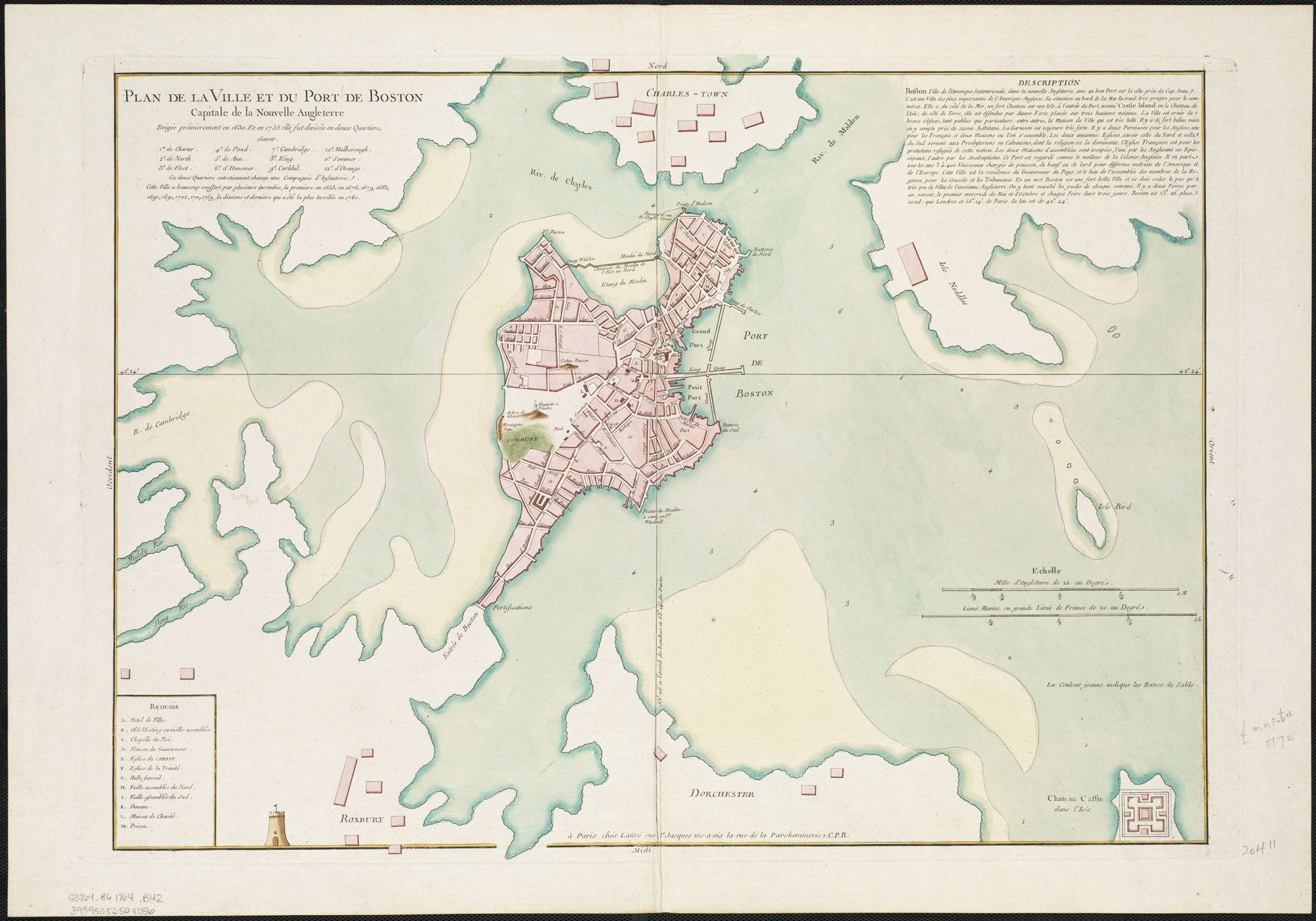
Carte de Boston en 1764.

En 1770, Boston (16 000 habitants) est la troisième ville la plus peuplée des treize colonies derrière Philadelphie (28 000 habitants) et New York (21 000 habitants). L’activité industrielle est florissante : les moulins hydrauliques sont construits sur les cours d’eau pour les besoins des forges et du textile.

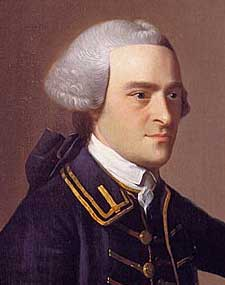
Portrait de John Hancock.

Le port reçoit des produits venant de la Grande-Bretagne. Il expédie les productions des colonies du sud et du centre (riz, tabac et indigo). Le trafic des marchandises avec les Antilles est important : au XVIIIe siècle, Boston exporte du bois, de la farine, de l’huile de baleine, de la viande et du poisson ; ses marchands reviennent avec du sucre, du rhum, des mélasses et du tafia. Dès le XVIIe siècle, ces activités portuaires stimulent la construction navale, la métallurgie, le textile, la pêche et la distillerie. L’essor économique colonial enrichit la classe de marchands.
Principal foyer culturel des 13 colonies britanniques, la ville est dominée par les congrégationalistes et par des familles bourgeoises qui envoient leurs enfants faire leurs études à Harvard ou à la Boston Latin School. Parmi eux, James Bowdoin (1726-1790), John Adams (1735-1826) et John Hancock (1737-1793) fondent l’American Academy of Arts and Sciences à Boston durant la guerre d’indépendance. Cette organisation s’inscrit dans le mouvement d’idées des Lumières en se consacrant à l’enseignement et au progrès des connaissances.

## La guerre d'indépendance américaine

### Les causes
Boston a joué un rôle central avant et pendant la révolution américaine contre la Grande-Bretagne. Les Actes de navigation décidés à Londres imposent le monopole du commerce aux marchands des colonies britanniques d’Amérique du Nord et de Boston en particulier. À partir de 1764, le Parlement britannique, influencé par le ministre des finances George Grenville, décide d’imposer une série de taxes sur plusieurs produits : le sucre (Sugar Act, 1764), les journaux et les livres (Stamp Act). La métropole renforce aussi sa présence militaire : en 1765, le Quartering Act (« loi sur le cantonnement ») prévoit la réquisition des logements et le gîte pour les soldats britanniques stationnés en Amérique du Nord. Au mois d'août, la ville est secouée par des émeutes fomentées par le « groupe des neuf loyaux » ; un club de propagande secret appelé les fils de la liberté (Sons of Liberty) dirigés par Samuel Adams, détruit la maison du gouverneur Thomas Hutchinson, ainsi que celle de l'agent chargé de mettre en place la taxe, Andrew Oliver, qui est contraint à la démission. Le Parlement britannique finit par reculer en abrogeant le Stamp Act mais vote le Declaratory Act qui réaffirme le droit de la Grande-Bretagne à lever des taxes en Amérique, sans que les colons soient représentés politiquement au Parlement de Londres.
En 1767 sont votés les Townshend Acts qui appliquent des taxes sur les marchandises importées par les 13 colonies. Elles portent sur le thé, le verre, la peinture, le plomb et même le papier. Rapidement, un boycott des produits s'organise. L'assemblée du Massachusetts dénonce ces lois qui enfreignent de son point de vue les droits constitutionnels des colons en tant que sujets britanniques, et se voit dissoute par le gouverneur colonial Francis Bernard. Les tensions montent, et les émeutes se multiplient à Boston, qui devient un symbole de la résistance au pouvoir britannique. La foule s'en prend aux agents des douanes, qui ne peuvent faire appliquer les lois de navigation. En juin 1768, un navire de guerre britannique jette l'ancre dans le port, et les officiers des douanes saisissent le Liberty, le bateau de John Hancock, riche et influent marchand proche de Samuel Adams et des Fils de la Liberté. Devant les nouvelles émeutes qui éclatent, Lord Hillsborough, le Secrétaire d’État aux Colonies, ordonne le déploiement de deux régiments de soldats en provenance d'Irlande dans Boston. Dans ce contexte tendu, la présence de plusieurs milliers de soldats dans la ville est extrêmement mal perçu, et les heurts entre colons et militaires britanniques se multiplient.

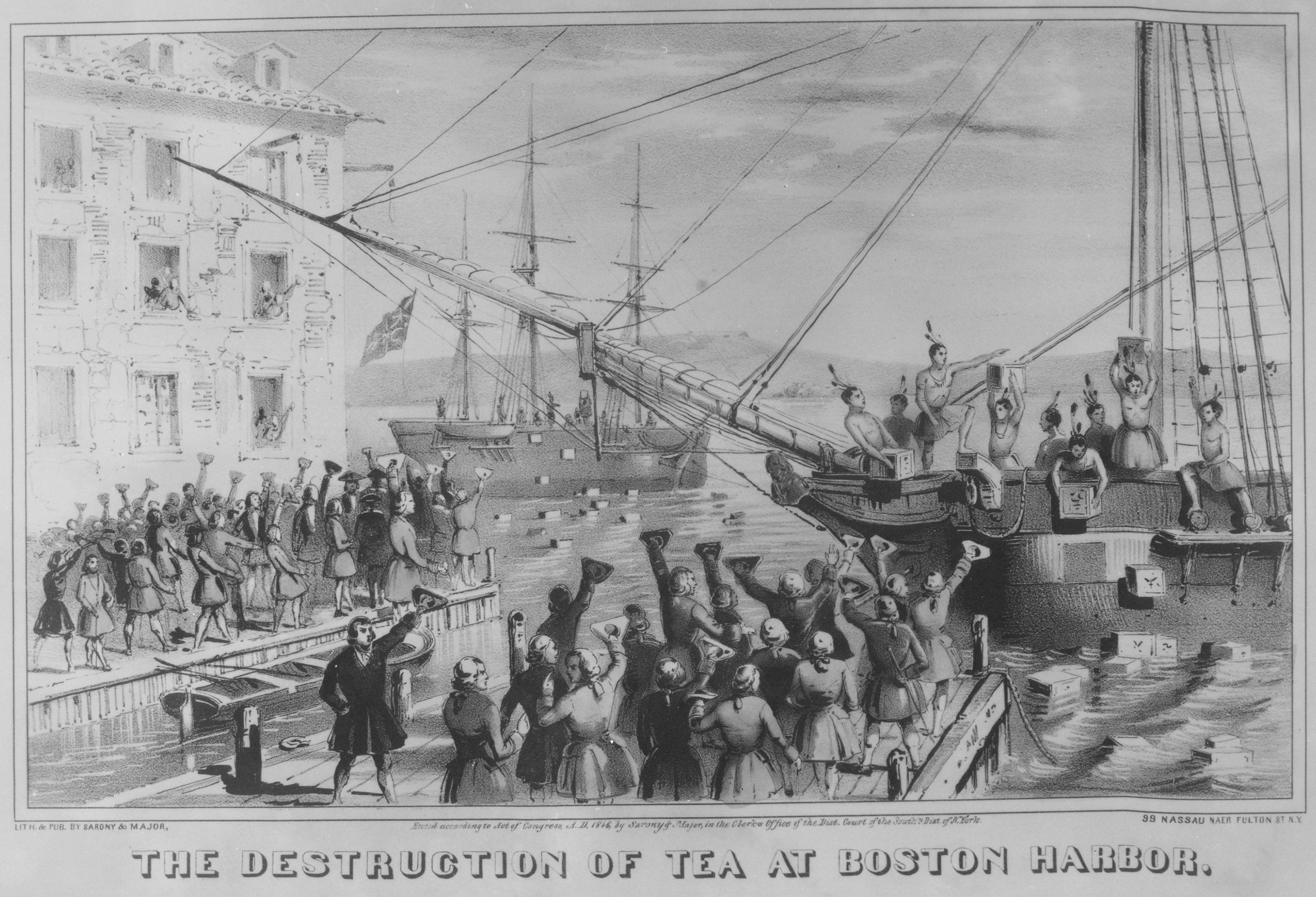
La Boston Tea Party.

Le 5 mars 1770, le Massacre de Boston alimente la rancœur des Bostoniens : huit soldats britanniques acculés par une foule agressive tirent et abattent cinq hommes. Le même jour, le Parlement annule les taxes levées par les Townshend Acts, sauf celle sur le thé. Samuel Adams et Joseph Warren fondent le premier comité de correspondance (committee of correspondence), afin de faciliter la circulation des idées de la résistance entre villes et entre colonies. En 1773, le Parlement passe le Tea Act (« loi sur le thé ») qui exempte la Compagnie des Indes orientales de toute taxe sur le thé provenant d’Inde. La compagnie de commerce britannique dispose donc d’un privilège qui semble insupportable aux colons. Un groupe déguisé en Indiens s’en prend alors à la cargaison d'un navire britannique en décembre 1773 : la Boston Tea Party est l’un des épisodes les plus célèbres de la rébellion américaine. En 1774, le gouvernement britannique fait bloquer le port de Boston et envoie des soldats en renfort.

### Les opérations militaires à Boston

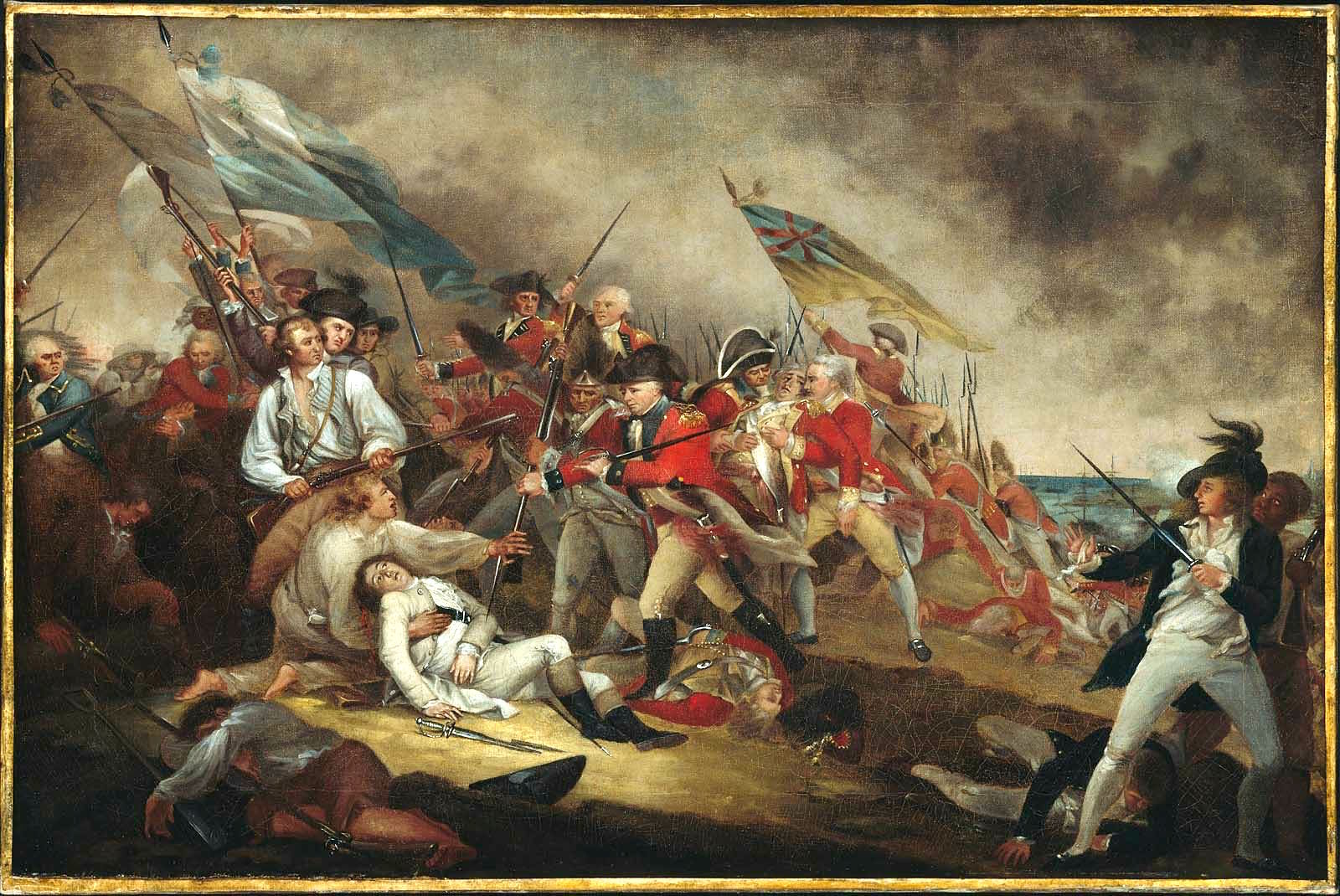
La mort du général Warren à la bataille de Bunker Hill.

La guerre commence en 1775 avec la Bataille de Lexington et Concord qui se déroule à une trentaine de kilomètres de Boston. Le 17 juin 1775 s’engage la Bataille de Bunker Hill (Charlestown) qui se solde par la défaite des insurgés américains. En 1776, George Washington conquiert Boston, tenue par les troupes du général britannique William Howe, forcé de se retirer jusqu’à Halifax, au Canada. Le siège dure du 20 avril au 17 mars 1776. Pendant cette période, Paul Revere, le fils d’un huguenot (son nom de naissance était Paul Rivoire), fait sa fameuse chevauchée. En conséquence, Boston est appelée le berceau de la Liberté et plusieurs de ses sites historiques restent des attractions touristiques populaires à ce jour. La guerre se termine en 1783 par le traité de Paris et la création des États-Unis d’Amérique. Le Massachusetts devient un état fédéré de l’Union en 1788 et son gouverneur siège désormais à Boston.

## Le développement de Boston auXIXesiècle

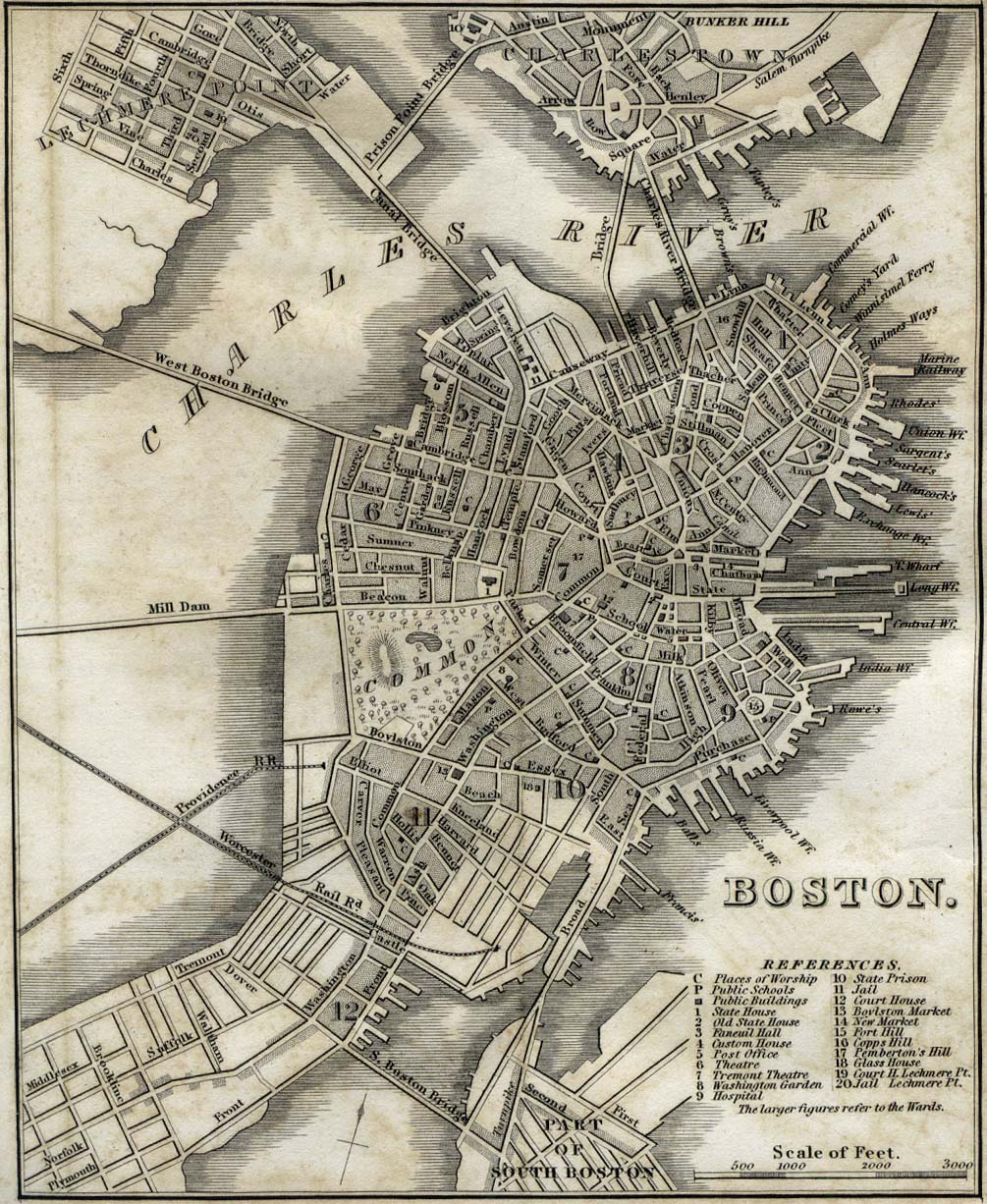
Plan de Boston en 1842.

Après la Guerre d’indépendance, la ville a continué à se développer comme un port de commerce international, exportant du rhum, du poisson, du sel et du tabac. Une charte lui a octroyé son autonomie municipale en 1822, et au cours des années 1850 elle était l’un des plus grands centres manufacturiers des États-Unis, célèbre pour la confection, l’industrie du cuir et la fabrication de machines. La construction navale est aussi un point fort de l’économie de Boston : le Boston Navy Yard reste en activité jusqu’en 1974. Dans les années 1830, Boston est un centre militant pour l’abolition de l’esclavage dans les états du sud, grâce à l’action de William Lloyd Garrison. Les arsenaux construisent des navires de guerre tels que l’USS Constitution à la fin du XVIIIe siècle. La Guerre de Sécession stimule la production industrielle pour le ravitaillement des troupes.
Bien qu’aujourd’hui de riches familles dont la généalogie remonte aux Pèlerins et Puritains restent puissantes dans la ville (certaines sont surnommées les « brahmanes de Boston », en allusion au système de castes indien), à partir des années 1840, de nombreux nouveaux immigrants Européens ont commencé à s’y installer, en particulier de nombreux Irlandais, qui fuient la famine dans leur pays. Ils sont employés dans l’industrie textile, et Italiens, donnant à la ville une importante population catholique. C’est aujourd’hui la troisième plus grande communauté catholique des États-Unis après Chicago et Los Angeles.
Malgré la concurrence de New York, Boston reste un foyer intellectuel et culturel de premier ordre. La ville accueille de nombreux écrivains américains (Ralph Waldo Emerson, Nathaniel Hawthorne, Henry James, etc.). La première école de médecine pour femmes, « The Boston Female Medical School » (l’école de médecine féminine de Boston) ouvre le 1er novembre 1848. Mary Baker Eddy crée en 1879 le mouvement de la Science chrétienne. Le premier théâtre de boulevard américain s’est ouvert le 28 février 1883 à Boston.
Avec l’essor économique et l’afflux d’immigrants, l’agglomération n’a cessé de s’étendre : le remblaiement des marécages tout au long du XIXe siècle permet d’aménager de nouveaux quartiers (comme Back Bay). Entre 1630 et 1890, la superficie de la ville a triplé. Mais le grand incendie de Boston de 1872, qui débuta le 9 novembre détruisit environ 30 hectares de la ville, soit 776 bâtiments, une grande partie de la zone financière et fit 60 millions de dollars de dommages.
Le 1er septembre 1897, Boston inaugura le premier métro d’Amérique du Nord.

## Crise économique et sociale (1900-1970)
L’entre-deux-guerres est une période de crises pour la ville : en septembre 1919, une grande grève touche la police de Boston. Le 23 août 1927, les anarchistes italiens Sacco et Vanzetti sont exécutés. Pendant la Seconde Guerre mondiale, Boston reconvertit son économie dans l’industrie de guerre. Mais après le conflit, l’économie est en récession, en particulier la pêche. Les usines ferment et les entreprises vont s’établir dans le Sud où la main-d'œuvre est meilleur marché. Les quelques atouts de Boston, d’excellentes banques, ses hôpitaux, ses universités, son savoir-faire technique, comptent alors peu à l’échelle de l’économie des États-Unis. La crise économique entraîne une crise sociale et urbaine. Entre 1962 et 1964, 13 femmes sont assassinées par le tueur en série Albert Henry DeSalvo. Ces meurtres inspirent de nombreux romans sur l’étrangleur de Boston.

## Vers un renouveau (à partir de 1970)

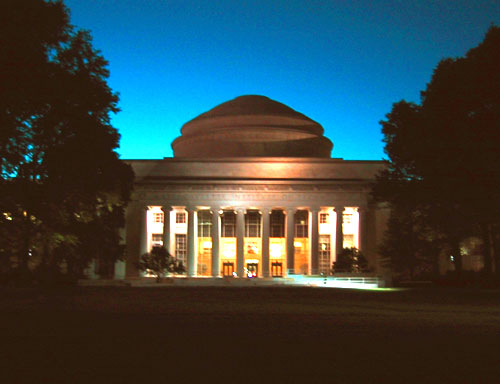
Dôme du MIT.

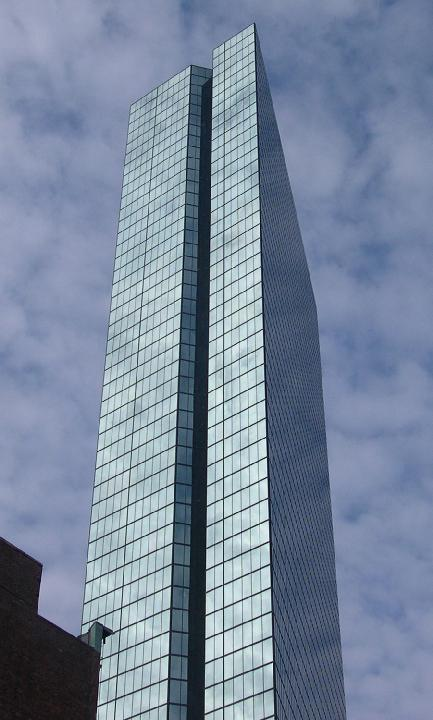
John Hancock Tower (1976).

Boston connaît un renouveau économique depuis les années 1970. L’importance des institutions financières dans l’économie américaine s’est beaucoup accrue, beaucoup de particuliers plaçant maintenant leur épargne en bourse et Boston s’est développé dans le secteur financier. Alors que le poids financier de la santé augmente aux États-Unis, de nombreux hôpitaux de la ville dégagent des bénéfices. Les universités, dont l’université Harvard et le Massachusetts Institute of Technology (Institut de technologie du Massachusetts ou MIT), attirent des dizaines de milliers d’étudiants et des fonds très importants sont investis par le gouvernement dans la recherche, notamment à des fins militaires pendant la Guerre froide. L’agglomération devient le deuxième pôle pour les hautes technologies, derrière la Silicon Valley en Californie. La construction de nouveaux gratte-ciel dans le quartier des affaires témoigne du renouveau économique de Boston : la John Hancock Tower (241 mètres), dessinée par Ieoh Ming Pei, est construite en 1976 et demeure la plus haute tour de la ville.
Beaucoup de diplômés du MIT fondent des entreprises prospères dans l’industrie de l’électronique et de l’informatique dans la région de Boston. Des hommes politiques de la ville, influents à l’échelle du pays, comme John F. Kennedy et Edward Kennedy et Tip O'Neill s’assurent que Boston reçoive beaucoup d’investissements du gouvernement fédéral.
En 2002, la ville est secouée par le scandale des abus sexuels dans le clergé catholique, qui a mené à la destitution du cardinal Bernard Law, archevêque de Boston. En 2004 a lieu la convention démocrate pour l’élection présidentielle.

### Sources
- Fernand Braudel, Civilisation matérielle, économie et capitalisme, XVe-XVIIIe siècle, t. 2, Paris, Armand Colin, 1979, 736 p. (ISBN 2-253-06455-6)
- Bernard Cottret, La Révolution américaine : La quête du bonheur 1763-1787, Paris, Perrin, 2003, 525 p. (ISBN 2-262-01821-9)
- Roger Brunet, Géographie universelle : États-Unis, Canada, Paris, Hachette, 1992
- (en) Gordon S. Wood, The American Revolution : A History, New York, Modern Library, 2002, 190 p. (ISBN 0-8129-7041-1)